# Sommerhäuser (2017)
Sommerhäuser ist ein deutsches Filmdrama von Sonja Maria Kröner aus dem Jahr 2017.

## Handlung
Mitte der 1970er-Jahre, am Tag der Beerdigung von Uroma Sophie, fällt ein Blitzschlag einen alten Baum auf dem gemeinsamen Wochenendgrundstück der Familie. Die Familie besteht aus den direkten Nachkommen von Sophie, nämlich Mathilde, Ilse und Erich, dessen Frau Frieda sowie deren Kindern Gitti und Bernd. Bernd ist mit Eva verheiratet und die beiden sind die Eltern von Lorenz und Jana. Gitti ist alleinerziehende Mutter von Inga.
Wie jedes Jahr verbringt die Familie auch diese Sommerferien auf dem Grundstück. Dessen jetzt möglicher Verkauf als Bauland steht im Raum und man sorgt sich um die Kinder, da im Radio über ein entführtes Mädchen berichtet wird. Unterdessen erforschen Jana, Lorenz und sein Freund Frank den verwilderten Garten des mysteriösen Nachbarn und beschummeln sich gegenseitig beim Buchführen über getötete Wespen. Cousine Inga bleibt meistens außen vor, weil sie noch zu klein ist.
Erich repariert den durch den Blitzschlag in Mitleidenschaft gezogenen Elektroanschluss, Bernd werkelt mit den Kindern am Baumhaus und Ilse freundet sich mit einer Frau an, die von Ilses Hund gebissen wurde. Gitti und ihre Schwägerin Eva tauschen Gemeinheiten aus und Inga wünscht sich Besuch von ihrem Vater. Zwischendurch muss ein Wespennest mit vereinten Kräften entfernt werden, was beinahe schiefgeht.
An Ingas Geburtstagsfeier eskaliert der Streit, weil die anderen Kinder sie, verärgert darüber, von Gitti beschimpft worden zu sein, nicht auf das Baumhaus lassen, obwohl ihre Mutter ihr das zugesichert hatte. Am Abend fängt es zu regnen an und Inga schleicht sich aus dem Haus um alleine aufs Baumhaus zu klettern. Dabei rutscht sie ab und verunglückt.

## Rezeption
Der Film wurde von der Kritik positiv aufgenommen.
Ulrich Sonnenschein von epd merkt an, dass man zwar eine Zeit brauche, um die Figuren zu ordnen und die Verwandtschaftsverhältnisse zu verstehen, der Film aber ein stimmiges Familienporträt, eine Choreografie des Kleinkriegs zwischen Geschwistern, Tanten und Schwägerinnen sei, den ein finaler Schlag abrupt beendet. Er sieht die große Leistung des Films darin, dass der Film trotz aller Banalitäten packend bleibe und man sich vor dem eigenen Alltag grusele.
Katja Belousova auf Welt.de attestiert Sommerhäuser, ein sehr facettenreicher und dennoch in sich stimmiger Film zu sein. Die Stilsicherheit des Films, seine subtilen Untertöne seien derart gekonnt miteinander verbunden, dass es unglaublich Spaß mache, sich diese Parabel aufs Familienleben anzuschauen. Kein Wort sei zu viel, keine Kamera zu unruhig, keine Emotion zu wenig. Beeindruckend sei auch die Wucht, mit welcher Kröner ihren Debütfilm ausklingen lasse.
Auf Spiegel.de bemerkt Peter Luley, der Film erinnere ihn in seiner Schonungslosigkeit an Finsterworld, und fasst zusammen, es gelinge Kröner nicht nur, ganz ohne Effekthascherei und ohne jegliche Musikverkleisterung ein stimmiges Zeitporträt zu erschaffen, sondern auch zeitlos gültige Wahrheiten sichtbar zu machen.

## Auszeichnungen
- 2017 Filmfest München, Förderpreis Neues Deutsches Kino, „Produktion“ und „Regie“[5]
- 2018 Bayerischer Filmpreis, „Drehbuch“[6]